# عبد الكريم جعاد
عبد الكريم جعاد صحفي وكاتب جزائري من مواليد عام 1950 في إغيل علي ولاية بجاية، وتوفي في 2015 بفرنسا وهو أب لأربعة أطفال.

## مشواره مع الصحافة
بدأ عبد الكريم جعاد حياته المهنية في جريدة المجاهد اليومية. وفي الثمانينات انضم إلى هيئة تحرير المجلة الأسبوعية "Algérie Actualité" وساهم في العصر الذهبي لهذه الصحيفة حيث كان رئيس القسم الثقافي، والذي أصبح فيما بعد مديرا للتحرير، بتشجيع من خير الدين عمير. 
في 16 يناير 1993 قام عبد الكريم جعاد بتأسيس صحيفة القطيعة الأسبوعية مع رفاقه الطاهر جعوط (كمحرر إداري) وأرزقي مترف. توقف نشر الأسبوعية في أغسطس من 1993، بعددها الثلاثين تقريبًا، بعد اغتيال الطاهر جعوط في 26 مايو 1993.
بعد اغتيال الطاهر جاووت اضطر عبد الكريم جعاد إلى الذهاب إلى المنفى بضع سنوات في فرنسا قبل العودة إلى البلاد في أوائل العقد الأول من القرن الواحد والعشرين، حيث أسس وكالة اتصال «سينابس»، وسيحاول إحياء شبابه من خلال إطلاق "Le Nouvel Algérie Actualité"، في عام 2004، التجربة الصحفية التي أوقفتها السلطة بعد تطرقها لبعض القضايا. ثم أصبح عبد الكريم جعاد كاتب عمود في جرائد "La dépêche de Kabylie" ولكسبريسيون.

## مؤلفاته
ألّف عبد الكريم جعاد العديد من الكتب والروايات والمسرحيات، بما في ذلك «ذاكرة الطيور»، التي نشرت في عام 1989 و«لو فورجون»، والتي نُشرت في عام 2003، تكريماً لزميله سعيد مقبل.

## وفاته
توفي عبد الكريم جعاد يوم الأحد 18 يناير 2015 في مستشفى كوشين في باريس، عن عمر يناهز 65 عامًا، بعد مرض طويل. ودفن يوم الأربعاء 21 يناير 2015 بمسقط رأسه على مستوى مقبرة إغيل اعلي التابعة لولاية بجاية وسط حضور للعديد من الشخصيات الإعلامية السياسية الجمعوية إلى جانب كل من وزير التجارة عمارة بن يونس وكذا الأمين العام للاتحاد العام للعمال الجزائريين عبد المجيد سيدي السعيد.

## قالو عنه
الصحفي علي بهمان: «إن الصحافة وعالم الثقافة يفقدان قلمًا كبيرًا، وعالم جدلي، ورجلًا كبيرًا للثقافة، فضلاً عن رجل إنساني وصريح ويملك روح الدعابة»
الصحفي بوخالفة أمازيت "كان عبد الكريم جعاد يتمتع بموهبة رائعة وكان من بين أولئك الذين أعطوا رسائله الجيدة للصحافة، بفضل عمله الرائع للغاية"، مستشهداً بالمقابلات التي لا تنسى التي قام بها عبد الكريم جعاد".